# London Anniversary Games 2016
I London Anniversary Games 2016 è stata la 49ª edizione dell'annuale meeting di atletica leggera, e si è svolto allo Olympic Stadium di Londra, il 22 e il 23 luglio 2016. Il meeting è stato la decima tappa del circuito di atletica leggera IAAF Diamond League 2016.

## Programma

### Giorno 1[1]
| # | Orario | Specialità             |
| - | ------ | ---------------------- |
| 1 | 20:22  | Salto triplo           |
| 2 | 20:50  | 800 metri              |
| 3 | 20:55  | Lancio del giavellotto |
| 4 | 21:00  | Miglio                 |
| 5 | 21:39  | 100 metri              |
| 6 | 21:52  | 200 metri              |

| # | Orario | Specialità         |
| - | ------ | ------------------ |
| 1 | 19:55  | Salto in alto      |
| 2 | 20:05  | 400 metri          |
| 3 | 20:39  | 400 metri ostacoli |
| 4 | 21:15  | 100 metri ostacoli |
| 5 | 21:27  | 1500 metri         |

### Giorno 2[2]
| # | Orario | Specialità         |
| - | ------ | ------------------ |
| 1 | 14:49  | 400 metri          |
| 2 | 15:04  | 400 metri ostacoli |
| 3 | 15:50  | Salto in lungo     |
| 4 | 15:56  | 110 metri ostacoli |
| 5 | 16:36  | 5000 metri         |

| # | Orario | Specialità       |
| - | ------ | ---------------- |
| 1 | 14:17  | Salto in lungo   |
| 2 | 14:44  | Salto con l'asta |
| 3 | 15:00  | Lancio del disco |
| 4 | 15:37  | 3000 metri siepi |
| 5 | 16:04  | 800 metri        |
| 6 | 16:15  | 200 metri        |
| 7 | 16:26  | 100 metri        |

     Specialità valide per la Diamond League

## Risultati
Di seguito i primi tre classificati di ogni specialità.

### Uomini
| Specialità     |                       | Prestazione | 2º classificato   | Prestazione | 3º classificato        | Prestazione |
| 100 m          | Jimmy Vicaut          | 10"02       | Isiah Young       | 10"07       | Churandy Martina       | 10"10       |
| 200 m          | Usain Bolt            | 19"89       | Alonso Edward     | 20"04       | Adam Gemili            | 20"07       |
| 400 m          | Matthew Hudson-Smith  | 45"03       | Deon Lendore      | 45"34       | Rabah Yousif           | 45"45       |
| 800 m          | Pierre-Ambroise Bosse | 1'43"88     | Brandon McBride   | 1'43"95     | Ferguson Rotich        | 1'44"38     |
| Miglio         | Silas Kiplagat        | 3'53"04     | Timothy Cheruiyot | 3'53"17     | Vincent Kibet          | 3'53"19     |
| 5000 m         | Mo Farah              | 12'59"29    | Andrew Butchart   | 13'14"85    | Bernard Lagat          | 13'14"96    |
| 110 m ostacoli | Dimitri Bascou        | 13"20       | Gregor Traber     | 13"45       | Konstadinos Douvalidis | 13"54       |
| 400 m ostacoli | Kerron Clement        | 48"40       | Javier Culson     | 48"63       | Yasmani Copello        | 48"70       |
| Salto in lungo | Gao Xinglong          | 8.11 m      | Damar Forbes      | 8.05 m      | Michael Hartfield      | 8.01 m      |
| Salto triplo   | Christian Taylor      | 17.78 m     | Chris Carter      | 16.89 m     | Dong Bin               | 16.85 m     |
| Getto del peso | Joe Kovacs            | 22.04 m     | Tomas Walsh       | 21.54 m     | David Storl            | 21.39 m     |

     Atleti al primo posto della classifica di specialità
     Prestazione che stabilisce il nuovo record del meeting.

### Donne
| Specialità       |                       | Prestazione | 2º classificato         | Prestazione | 3º classificato           | Prestazione |
| 100 m            | Marie-Josée Ta Lou    | 10"96       | Michelle-Lee Ahye       | 10"99       | Shelly-Ann Fraser-Pryce   | 11"06       |
| 200 m            | Dafne Schippers       | 22"13       | Tiffany Townsend        | 22"63       | Joanna Atkins             | 22"64       |
| 400 m            | Shaunae Miller-Uibo   | 49"55       | Stephenie Ann McPherson | 50"40       | Natasha Hastings          | 50"49       |
| 800 m            | Shelayna Oskan-Clarke | 1'59"46     | Lynsey Sharp            | 1'59"54     | Molly Ludlow              | 1'59"56     |
| 1500 m           | Laura Muir            | 3'57"49     | Sifan Hassan            | 4'00"87     | Meraf Bahta               | 4'02"62     |
| 100 m ostacoli   | Kendra Harrison       | 12"20       | Brianna Rollins         | 12"57       | Kristi Castlin            | 12"59       |
| 400 m ostacoli   | Dalilah Muhammad      | 53"90       | Sara Slott Petersen     | 54"33       | Wenda Nel                 | 54"47       |
| 3000 m siepi     | Habiba Ghribi         | 9'21"35     | Stephanie Garcia        | 9'26"26     | Purity Kirui              | 9'30"95     |
| Salto in alto    | Ruth Beitia           | 1.98 m      | Mirela Demireva         | 1.95 m      | Katarina Johnson-Thompson | 1.95 m      |
| Salto con l'asta | Aikaterinī Stefanidī  | 4.80 m      | Yarisley Silva          | 4.72 m      | Eliza McCartney           | 4.62 m      |
| Lancio del disco | Sandra Perković       | 69.94 m     | Dani Samuels            | 64.10 m     | Jade Lally                | 61.65 m     |

     Atlete al primo posto della classifica di specialità
     Prestazione che stabilisce il nuovo record del meeting.